# Hopser-Polka
Hopser-Polka (Galopp-polka), op. 28, är en polka av Johann Strauss den yngre.

## Historia
De tre gracerna lånade sitt namn till en Grazien Balls som hölls i Sträußl-Saal i Theater in der Josefstadt i Wien den 6 september 1846. Publiken kom till största delen från konstnärskretsar och ungdomar. En 'Hopser-dans' var en polka i vilken hoppstegen var starkt överdrivna.

## Om polkan
Speltiden är ca 3 minuter och 44 sekunder plus minus några sekunder beroende på dirigentens musikaliska tolkning.